# Compsacris aspasma
Compsacris aspasma är en insektsart som beskrevs av Morgan Hebard 1923. Compsacris aspasma ingår i släktet Compsacris och familjen gräshoppor. Inga underarter finns listade i Catalogue of Life.